# ويل فيرث
ويل فيرث (بالإنجليزية: Will Firth)‏ هو مترجم أسترالي، ولد في 23 مايو 1965 في نيوكاسل في أستراليا.

## وصلات خارجية
- الموقع الرسمي